# رابرت شایت
رابرت شایت (پرتغالی: Robert Scheidt، زاده ۱۵ آوریل ۱۹۷۳) قایقران قایق بادبانی اهل برزیل است.
از افتخارات وی میتوان به کسب مدال طلا در بازی‌های المپیک تابستانی ۱۹۹۶ و بازی‌های المپیک تابستانی ۲۰۰۴ اشاره کرد.